# 曽我啓菜
曽我 啓菜（そが はるな、2001年3月25日 - ）は、日本の元女子バレーボール選手。

## 来歴
新潟県長岡市出身。バレーボール経験者の母の元、7人兄弟の4番目として生まれ、小学1年生のとき姉と一緒にバレーボールを始めた。
地元の秋葉中に進学したものの、バレーボール部員が5人になったことで新潟市にある下山中に転校。それをきっかけに全日本中学選抜メンバーに選ばれ、第29回JOCジュニアオリンピックカップでは優秀選手賞に選ばれる。県外の高校への進学を考えていた中、中学選抜で金蘭会中学校の選手たちと親しくなったことで、同校へ進学。1年生からレギュラーとなり、同期の西川有喜、水杉玲奈らと共に、2016年の第71回・2017年の第72回の国体、2017年の第70回 ・2018年の第71回の春高バレーを、いずれも連覇した同校躍進の原動力となる。なお同校ではミドルブロッカーだった。
また2017年1月に第11回アジアユース選手権大会(U-18)の代表メンバーに選出され、アウトサイドヒッターとして6試合にスタメン出場するなど、高校1年生ながら早くも国際舞台でも活躍を見せている。その後もユース・ジュニア代表では2019年7月に開催された第20回U20（ジュニア）世界選手権大会の代表メンバー12名に選出され、キャプテンとして今大会の全8試合にスターティングメンバーとして出場。自身もベストアウトサイドヒッターを受賞する活躍をみせ、チームの優勝に大きく貢献した。
続く8月には日本B代表にチームメイトの山田二千華、そして高校時代のチームメイトの西川、水杉、中川つかさ、宮部愛芽世と共にアジア選手権と共に選出され、全7試合にスタメン出場。準決勝でキム・ヨンギョン擁する韓国を破るなど若手主体のチームながら優勝という快挙を成し遂げ、自身もベストオポジットに選ばれた。
高校卒業後の進路にあたってオファーが寄せられる中、高校時代に施設を使っていたりチームの雰囲気がよかったことを理由に2019年、1月NECレッドロケッツに入団（内定）する。上述のようにVリーグデビュー前の代表での活躍などで期待され、2019/20シーズンのレギュラーラウンド開幕戦・デンソーエアリービーズ戦（2021年10月19日）にスタメン出場。その後も同ポジションの柳田光綺、廣瀬七海、山内美咲とレギュラーを争う中、チームの主力として出場機会を増やしている。
日本代表では2020年にシニアに初選出されたが、足首に負傷を抱えていたことや、新型コロナウイルスの関係で試合がほとんどなかったことから、出場はなかった。目指していた東京五輪には選ばれなかったが、2022年に再び選出されパリ五輪出場を目指していた。
2022年7月、チームより本人のメッセージと共に勇退が発表され、9月に任意引退が公示された。

## 選手としての特徴
- NEC入団時は「運動能力が素晴らしく、驚異のジャンプ力とパワー、そしてスイングスピードを備えている」「将来が楽しみな選手」とチームから紹介されている[15]。
- 監督の金子隆行は、2021/22シーズンの彼女について「あれだけライトで機動力があるオフェンス力を持っている選手は、今、日本の中でもそんなに多くはない」「彼女の良さはまずオフェンスとブロック。あの身長ですけど身体能力は非常に高くて、高さという部分でも世界と戦うとしてもいい選手だと思う」と期待を寄せている[21]。
- 迫田さおりは「落ち着きがあって、プラス思考という印象」「ミスをしたとしても、弱気からくるものではなく、意図や狙いを感じるミスが多く見られます」と評している[22]。
- 自身は2022年2月の試合後会見で「自分はオフェンスが得意なので、機動力や速さで存在感を出していきたい」と分析している[23]。

## 人物・エピソード
- 幼少期は自然の中で育ち、小学生の頃は一山越えて登校していた。特に冬は1時間以上かかっており、それで足腰がかなり鍛えられたと思うと語っている[4]。
- 同期は古谷ちなみ、澤田由佳、吉田あゆみ[24]。
- ジュニア代表などでチームメイトだった石川真佑とは中学時代の強化合宿からの仲。高校時代はチームを越えて悩みなどを相談しあっていた[25]。
- チームでは外国人選手に日本語を教える役割を担っており、英語でやり取りすることが多い[26]。
- 選手が床拭きをする際に使用する床拭きタオルのデザインを、小中高生から公募することを発案。12月5日にの試合前に行われた「ロケッツ床拭きタオル」グランプリ授与式で、自ら表彰した[27]。
- Vリーグ公式の「もしもチームが1つの家族だったら」企画で、「すっ飛んでくるのが可愛い」との理由でペットに選ばれている[28]。

## 所属チーム
- 長岡市立栃尾東小学校（栃尾JVC）[2]
- 新潟市立下山中学校[2]
- 金蘭会高等学校[1]
- NECレッドロケッツ #5（2019-2022年）

## 球歴
高等学校大会 
- 2016年 全国高等学校総合体育大会：2位
- 2016年 第71回国民体育大会：優勝
- 2016年 第69回全日本バレーボール高等学校選手権大会：3位
- 2017年 第72回国民体育大会：優勝
- 2017年 第70回全日本バレーボール高等学校選手権大会：優勝
- 2018年 全国高等学校総合体育大会：2位
- 2018年 第73回国民体育大会：2位
- 2018年 天皇杯・皇后杯全日本選手権大会
- 2018年 第71回全日本バレーボール高等学校選手権大会：優勝

 ユース / ジュニア代表 
- 2017年 第11回アジアユース選手権大会：優勝
- 2017年 第15回世界ユース選手権大会：5位
- 2019年 第20回世界ジュニア選手権大会：優勝[8]

 日本代表 
- 2019年 バレーボール女子アジア選手権（優勝）[8]
- 2020年[17]
- 2022年[18]

## 受賞歴
- 2017年 第15回世界ユース選手権大会：ベストスコアラー（3位）[29] / ベストスパイカー3位[30]
- 2019年 第20回世界ジュニア選手権大会：ベストアウトサイドヒッター[8][31]
- 2019年 バレーボール女子アジア選手権：ベストオポジット[14]

## 個人成績
V.LEAGUEの個人成績は下記の通り（ファイナルステージ、VCup含む）。
| 大会            | チーム          | 出場     | 出場        | アタック | アタック | アタック | アタック | バックアタック | バックアタック | バックアタック | バックアタック | アタック 決定本数 | ブロック | ブロック       | サーブ | サーブ         | サーブ   | サーブ | サーブ | サーブ   | サーブレシーブ | サーブレシーブ | サーブレシーブ | サーブレシーブ | 総得点      | 総得点      | 総得点   | 総得点      |
| --------------- | --------------- | -------- | ----------- | -------- | -------- | -------- | -------- | -------------- | -------------- | -------------- | -------------- | ----------------- | -------- | -------------- | ------ | -------------- | -------- | ------ | ------ | -------- | -------------- | -------------- | -------------- | -------------- | ----------- | ----------- | -------- | ----------- |
| 大会            | チーム          | 試 合 数 | セ ッ ト 数 | 打 数    | 得 点    | 失 点    | 決 定 率 | 打 数          | 得 点          | 失 点          | 決 定 率       | セ ッ ト 平 均    | 得 点    | セ ッ ト 平 均 | 打 数  | ノ 丨 タ ッ チ | エ 丨 ス | 失 点  | 効 果  | 効 果 率 | 受 数          | 成 功 ・ 優    | 成 功 ・ 良    | 成 功 率       | ア タ ッ ク | ブ ロ ッ ク | サ 丨 ブ | 得 点 合 計 |
| V1 2019-20      | NEC             | 20       | 53          | 376      | 136      | 24       | 36.2     | 30             | 8              | 1              | 26.7           | 2.57              | 7        | 0.13           | 110    | 2              | 1        | 7      | 35     | 9.1      | 158            | 50             | 47             | 46.5           | 136         | 7           | 3        | 146         |
| V1 2020-21      | NEC             | 26       | 68          | 423      | 161      | 28       | 38.1     | 22             | 6              | 0              | 27.3           | 2.37              | 13       | 0.19           | 199    | 1              | 3        | 15     | 58     | 7.4      | 330            | 116            | 83             | 47.7           | 161         | 13          | 4        | 178         |
| V1 2021-22      | NEC             | 33       | 94          | 638      | 223      | 29       | 35.0     | 37             | 7              | 7              | 18.9           | 2.37              | 31       | 0.33           | 322    | 2              | 5        | 27     | 75     | 5.9      | 632            | 262            | 153            | 53.6           | 223         | 31          | 7        | 261         |
| 通算：3シーズン | 通算：3シーズン | 79       | 215         | 1437     | 520      | 81       | 36.2     | 89             | 21             | 8              | 23.6           | 2.42              | 51       | 0.24           | 631    | 5              | 9        | 49     | 168    | 6.9      | 1120           | 428            | 283            | 50.8           | 520         | 51          | 14       | 585         |